# Pasečnice
Pasečnice är en ort i Tjeckien.   Den ligger i regionen Plzeň, i den västra delen av landet, 130 km sydväst om huvudstaden Prag. Pasečnice ligger 512 meter över havet och antalet invånare är 199.
Terrängen runt Pasečnice är platt österut, men västerut är den kuperad. Runt Pasečnice är det ganska glesbefolkat, med 47 invånare per kvadratkilometer. Närmaste större samhälle är Domažlice, 5,7 km norr om Pasečnice. I omgivningarna runt Pasečnice växer i huvudsak blandskog.